# Maloi
Maloi ist ein osttimoresischer Ort im Suco Saburai (Verwaltungsamt Maliana, Gemeinde Bobonaro). Er befindet sich im Zentrum der Aldeia Cossal, auf einer Meereshöhe von 737 m. Eine Piste verbindet den Ort mit dem Nachbardorf Saburai im Norden und Majolo’o im Süden.